# Караджаорен
Караджаоре́н (ранее Новоэсто́нка; тур. Karacaören, эст. Uus-Estonia) — село в иле Карс, Турция.
После того как в 1878 году провинция Карс отошла от Османской империи к России, российская администрация начала программу по переселенческой колонизации этой территории. Среди переселенцев была группа эстонских крестьян из-под города Раквере (84 семьи). В 1886 году в 5 км от Карса они основали село Новоэстонка.
В 1913 году Новоэстонка относилась к Магараджикскому сельскому округу Карсского участка Карсского округа. В селе проживало 229 человек.
После начала Первой мировой войны, в 1915 году, часть эстонских поселенцев покинула Карсскую область, однако в 1920 некоторые из них вернулись. В 1921 году Карсская область отошла к Турции, и эстонские поселенцы оказались практически изолированными от контактов с внешним миром, так как Карс стал пограничной территорией, закрытой для посещения иностранцами.
В 1960-е многие эстонцы из Новоэстонки эмигрировали в СССР и ФРГ. В начале 2000-х годов в Новоэстонке проживало 4 человека эстонского происхождения.